# جام خیریه انگلستان ۲۰۰۶
 جام خیریه انگلستان ۲۰۰۶ ، ۸۴امین رقابت سالانه مابین قهرمانان لیگ برتر انگلستان و جام حذفی فوتبال انگلستان است. 
این مسابقه در تاریخ ۱۳ اوت ۲۰۰۶ مابین تیم‌های لیورپول و چلسی در ورزشگاه ملنیوم کاردیف برگزار شده‌است. تیم لیورپول در این مسابقه توانست با نتیجه دو بر یک به پیروزی برسد.

## جزئیات مسابقه
| چلسی       | ۱ – ۲ | لیورپول             |
| ---------- | ----- | ------------------- |
| شوچنکو ۴۴' | گزارش | ریسه ۹' · کراوچ ۸۰' |